# Safe House
Safe House es una película de acción dirigida por el realizador chileno-sueco Daniel Espinosa y protagonizada por Denzel Washington y Ryan Reynolds. Fue estrenada el 10 de febrero de 2012 en Estados Unidos por Universal Pictures. El rodaje tuvo lugar en Ciudad del Cabo, Sudáfrica.

## Sinopsis
Tobin Frost (Denzel Washington) es un exagente de la CIA que se volvió un criminal internacional, el cual recientemente ha adquirido un archivo de un agente renegado del MI6 llamado Alec Wade (Liam Cunningham). En cuanto Frost tiene el archivo, es perseguido por los mercenarios de Vargas (Fares Fares), por lo que como última opción para salvarse entra en el consulado de los Estados Unidos en Ciudad del Cabo, Sudáfrica y al ser identificado como un traidor de la agencia es trasladado a una casa de seguridad de la CIA en la misma ciudad.
El "anfitrión" de la casa es Matt Weston (Ryan Reynolds), un agente de la CIA de bajo nivel. Él observa el interrogatorio y tortura de Frost por parte del agente Daniel Kiefer (Robert Patrick). Vargas y sus hombres atacan la casa y ejecutan a Kiefer y a su equipo por lo que Weston escapa con el prisionero Frost. Weston contacta a su jefe y mentor, David Barlow (Brendan Gleeson), en la sede de la CIA. Catherine Linklater (Vera Farmiga), otra agente de la CIA, intercepta la llamada y ordena a Weston pasar desapercibido por algunas horas y llamar más tarde para recibir nuevas instrucciones.
Weston se esconde en un hotel con Frost y llama a su novia, la Dra. Ana Moreau (Nora Arnezeder), diciéndole que salga de la casa que comparten. Linklater le dice a Weston que se dirija al estadio de Ciudad del Cabo para recuperar un dispositivo GPS con la localización de otra casa de seguridad de la CIA. Weston obtiene el GPS en el estadio, pero Frost crea una distracción y escapa haciéndose pasar por un policía. Weston es detenido por la policía del estadio y logra escapar también pero no puede recapturar a Frost.
De la CIA le ordenan a Weston acudir a la embajada americana para dar parte de la fuga de Frost y dejar el asunto. Pero antes de ir a la misión diplomática, Weston se reúne con Ana en la estación de trenes, donde le revela que es un agente de la CIA y la envía lejos para su seguridad. A continuación, localiza la casa del contacto de Frost, el nicaragüense Carlos Villar (Rubén Blades), donde Frost y su amigo son atacados por Vargas y su equipo, pero se escapa con la ayuda de Weston.
Ambos se enteran de que Vargas se encuentra trabajando para la CIA, que está tratando de recuperar el archivo que Frost recibió de Wade. Se revela que contiene información detallada de las actividades corruptas de muchas agencias de inteligencia, incluida la propia CIA y que los superiores de Weston pueden estar implicados. Frost es llevado por Weston a una nueva casa de seguridad en una zona rural de Sudáfrica, donde Weston es atacado por el encargado, Keller (Joel Kinnaman). Después de una lucha salvaje, Weston mata a Keller, pero está gravemente herido. Frost deja a Weston, no sin antes revelarle la existencia y el contenido del archivo.
Mientras tanto, la agente Linklater ha llegado a Sudáfrica junto con Barlow para descubrir quién es el que filtró la ubicación de la casa de seguridad en primer lugar, pero es asesinada por el corrupto Barlow, quien va a la casa de seguridad y revela que él es jefe de Vargas. Se confirma que el archivo contiene pruebas incriminatorias contra él, y alienta a Weston a mentir sobre lo que ha sucedido. Frost regresa para rescatar a Weston y mata a Vargas y a sus hombres, pero es asesinado por Barlow, quien luego muere por un disparo de Weston. Antes de morir, Frost le entrega a Weston el archivo y le dice que sea mejor persona que él.
De vuelta en los Estados Unidos, Weston se reúne con el director de la CIA Harlan Whitford (Sam Shepard), quien informa de que los hechos poco halagadores sobre la CIA deben ser borrados de su informe para que sea promovido de nivel dentro de la agencia y le pregunta a Weston sobre la ubicación del archivo, pero el agente niega haber sido informado al respecto por Frost. Whitford establece que quien tenga el archivo tendrá muchos enemigos. Weston se va. Posteriormente el archivo aparece anónimamente en los medios de información incriminando al personal de muchas agencias de inteligencia, incluyendo al propio Whitford.
Más tarde, Ana ve a Weston a través de una calle de París, Francia. Ella lee una nota que le pasan, ella mira a Weston y ambos hacen contacto visual. La chica se sonríe y él se va.

## Reparto
- Denzel Washington como Tobin Frost.[3]
- Ryan Reynolds como Matt Weston.[4]
- Vera Farmiga como Catherine Linklater.[4]
- Brendan Gleeson como David Barlow.[4]
- Sam Shepard como Harlan Whitford.[4]
- Rubén Blades como Carlos Villar.[4]
- Nora Arnezeder como Ana Moreau.[4]
- Robert Patrick como Daniel Kiefer.[4]
- Liam Cunningham como Alec Wade.[4]
- Joel Kinnaman como Keller.[4]
- Fares Fares como Vargas.[4]
- Sebastian Roché como Heissler.